# Musée Juste pour rire
Le musée Juste pour rire est un ancien musée québécois consacré à l'humour situé dans la ville québécoise de Montréal, au Canada. Ouvert en 1993 dans une ancienne brasserie du XIXe siècle (La brasserie Ekers, puis la brasserie Dow jusqu'en 1950), il avait pour vocation de faire connaître l'humour comme phénomène culturel.
Le musée était situé au 2111 boulevard Saint-Laurent, au sud de la rue Sherbrooke au centre-ville de Montréal, à quelques pas de la station de métro Saint-Laurent.
Contrairement à ce que l'on pourrait croire, le musée ne faisait pas partie du groupe Juste pour rire. Il était, en effet, un organisme sans but lucratif à part entière.
Sa fermeture a été annoncée le 3 novembre 2010. Gilbert Rozon explique alors que le Musée ne faisait pas ses frais.

## Comme lieu d'événement
Pendant plusieurs années, le Musée Juste pour Rire a servi de lieu de diffusion d'événements musicaux, humoristiques ou théâtraux, en offrant quatre salles différentes à la location, notamment le Studio et le Cabaret. Le Studio bénéficiait d'une scène et de l'équipement technique complet, il avait une capacité pouvant aller jusqu'à 800 invités debout. Le Cabaret, salle intime et chaleureuse pouvait recevoir environ 500 personnes debout et contenait lui aussi l'équipement technique complet. Les salles du Temple et du loft (d'où l'on avait une vue sur la ville et un puits de lumière) étaient multifonctionnelles ; quant au Ciné-Club, il était la salle tout indiquée pour la présentation de conférences de presse. Ces salles ont parfois été utilisées pour des événements corporatifs.
Plusieurs artistes populaires comme Maroon 5 et David Usher se sont produits au Cabaret du Musée Juste pour Rire. Gad Elmaleh y a fait sa première scène le 10 décembre 1994. Également, plusieurs artistes de la relève et de la scène indépendante se sont produits au Cabaret et au Studio Juste pour Rire: Beast, Radio Radio, Malajube, Pawa Up First, Paul Cargnello, Mark Bérubé and the Few, Xavier Caféine, For Those About To Love, Amanda Mabro, Black kid, Kesha.... On dénotait aussi des présentations de spectacles dans le cadre du Festival de Jazz de Montréal, des Francofolies, du Fringe...
Le musée accueillait de nombreux spectacles Juste pour rire toute l'année (Les Mercredis Juste pour Rire, En route vers mon premier gala (diffusé sur VOX), la série Tout Show, entre autres), notamment pendant le festival annuel qui se tient au mois de juillet.
En 2018, Les 7 doigts de la main prennent possession des lieux après trois ans de travaux.